# Серебрянська волость (Бахмутський повіт)
Серебрянська волость — історична адміністративно-територіальна одиниця Бахмутського повіту Катеринославської губернії із центром у селі Серебрянка.
Станом на 1886 рік складалася з 5 поселень, 5 сільських громад. Населення — 2173 особи (1091 чоловічої статі та 1081 — жіночої), 333 дворових господарства.
|                     | Площа, десятин | У тому числі орної, дес. |
| ------------------- | -------------- | ------------------------ |
| Сільських громад    | 1401           | 693                      |
| Приватної власності | 5045           | 1455                     |
| Казенної власності  | 5420           | 1680                     |
| Іншої власності     | 33             | 12                       |
| Загалом             | 11899          | 3840                     |

Поселення волості:
- Серебрянка — колишнє власницьке село при річці Сіверський Донець за 37 верст від повітового міста, 938 осіб, 162 дворових господарства, православна церква, 3 лавки, щорічний ярмарок.
- Ново-Мар'ївка — колишнє власницьке село при річці Сіверський Донець, 536 осіб, 83 дворових господарства, лавка, щорічний ярмарок.

Наприкінці 1890-тих волость ліквідовано, територія увійшла до складу Званівської волості.